# Nā Mokulua
Nā Mokulua son dos islotes cercanos a la costa de Oahu, en Hawái. Están ubicados cerca de Lanikai, un barrio de Kailua, por lo que son fotografiados frecuentemente.
Moku lua significa "dos islas", y Nā es un artículo que pluraliza a un sustantivo. También se las conoce como "islas mellizas". La más grande es Moku Nui y la más chica Moku Iki. Los islotes son una reserva estatal para aves, por lo que su acceso está regulado por ley. Las dos islas son muy populares entre las personas que tienen acceso a lanchas de motor o kayaks, ya que una de las islas posee un "cañón" y una playa de arena negra.
- Datos: Q740215
- Multimedia: Na Mokulua / Q740215